# UTADA UNITED 2006
『UTADA UNITED 2006』（ウタダ ユナイテッド にせんろく）は、2006年7月1日より開始された宇多田ヒカル2回目の全国ツアーであり、また同年12月20日に発売されたライブ・ビデオである。

## 解説
本作はさいたまスーパーアリーナでの公演の様子が収められている。
本作は映像作家であり、当時の宇多田の夫でもあった紀里谷和明によるステージ演出がなされており、60台にも及ぶハイヴィジョン・カメラを用いての収録がなされている。
初動1.4万枚、累積2.4万枚を売り上げた。

## セットリスト/収録曲

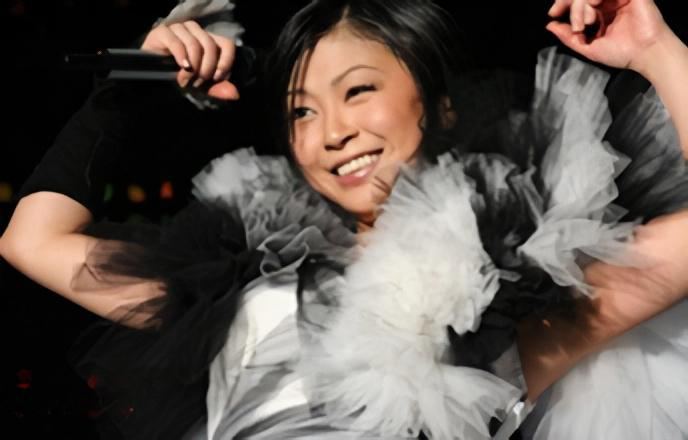
会場で衣装を身にまとった当時の宇多田ヒカル。

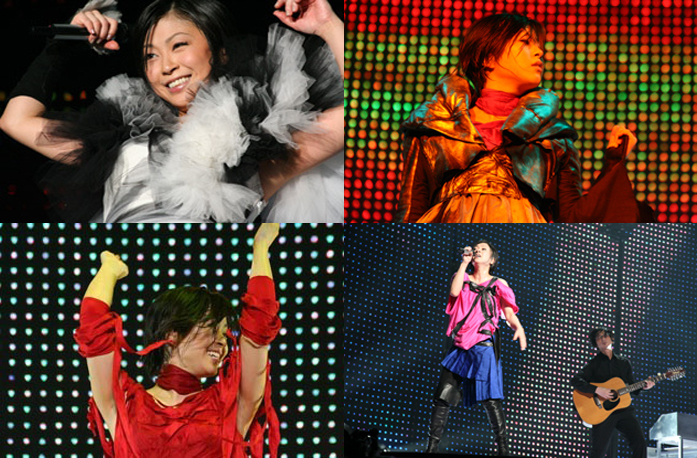
この他に、ライブ当日では4パターンの衣装替えも行われた。

披露された楽曲はアンコールも合わせると21曲にのぼる。UTADA名義の楽曲も3曲披露された。披露された楽曲は次のとおり。
1. Opening <utada>
2. Passion
3. This Is Love
4. traveling
5. Movin' on without you
6. SAKURAドロップス
7. FINAL DISTANCE
8. First Love
9. Devil Inside <utada>
10. Kremlin Dusk <utada>
11. You Make Me Want to Be a Man <utada>
12. Be My Last
13. 誰かの願いが叶うころ
14. COLORS
15. Can You Keep A Secret?
16. Addicted To You
17. Wait & See 〜リスク〜
18. Letters
19. Keep Tryin'
20. Automatic
21. 光